# Škeble rybničná
Škeble rybničná (Anodonta cygnea) je největší druh měkkýše v České republice. Obývá klidné bahnité vody, větší rybníky, tůně, slepá či pomalu tekoucí říční ramena a velké bažiny.

## Popis

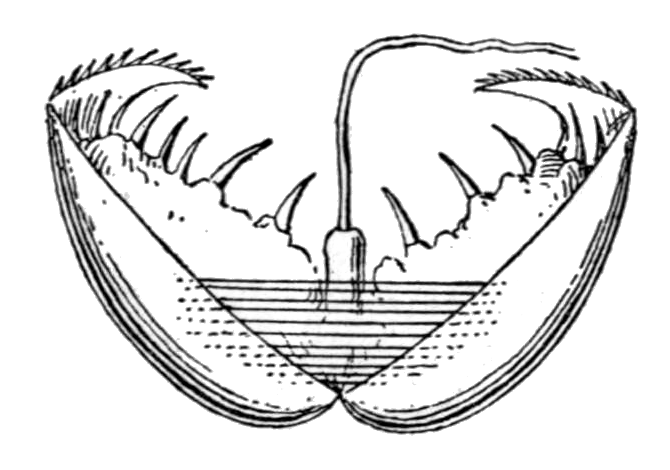
glochidium škeble rybničné

Má dvě lastury tvořené z chitinu, vápence a perleti, z nichž vysunuje svalnatou nohu, s jejíž pomocí se pohybuje a zarývá do bahnitého dna. Noha je pokryta kůží, která zasahuje i na schránku. Její smyslové orgány tvoří zejména hmatové výrůstky okolo ústního otvoru a receptory vnímající látky ve vodě. Dýchá žábrami. Potravu získává filtrováním vody. Vyžaduje čistou vodu, je velmi citlivá na dusíkaté látky a chemikálie, a proto jsou škeble indikátory čistoty vody. Dožívá se 5–15 let, dle životních podmínek. Dorůstá velikosti 15–22 cm.
Jako všichni velcí sladkovodní mlži vyskytující se v Česku je škeble rybničná odděleného pohlaví. K oplodnění vajíček dochází uvnitř pláště a až 600 000 larev (tzv. glochidium) tráví první rok života na žaberních lupenech rodiče. Larvy mají lepkavé vlákno a malou ozubenou skořápku. Určitou dobu cizopasí na kůži nebo žábrách ryb.

## Odchov
Teplota pro chov je 15–28 stupňů Celsia. Není problém mít ho ve společenském akváriu (pochopitelně bez ryb, které žerou šneky a pod.). Živí se filtrováním vody – planktonem. Pokud není ve vodě dost planktonu, např. kvůli příliš výkonnému biofiltru, přikrmuje se rozdrcením tablet se spirulinou. V České republice a dalších oblastech, kde je tento druh chráněný, je chov možný v rámci záchranných programů a je jedním ze způsobu záchrany tohoto živočicha, nikoliv v ryze zájmových chovech, bez potřebných znalostí, povolení a podmínek.

## Rozšíření a stupeň ohrožení
- podle červeného seznamu IUCN – nevyhodnocený (NE)[2]
- Česko
  - Stupeň ohrožení v Česku je zranitelný (VU)[3][4]
  - Vyhláška 395/1992 Sb. ve znění vyhl. 175/2006 Sb. – druhy silně ohrožené (uveden ve vyhlášce 395/1992 Sb.)
- Německo
  - silně ohrožený (stark gefährdet)[5]
  - Uveden jako zvláště chráněný druh v příloze 1 Spolkového nařízení o ochraně druhů.
- Nizozemsko – ano[6]
- Polsko – ohrožený[7]
- Rusko
  - Sverdlovská oblast – ne[8]
- Slovensko
- Švédsko – docela vzácný[9]